# برثكورنو (كورنوال)
برثكورنو (بالإنجليزية: Porthcurno)‏ هي قرية تقع في المملكة المتحدة في كورنوال.